# Firnsbach
Der Firnsbach ist ein etwa 3,2 km langer, nördlicher und orografisch linker Zufluss der Bauna im Gebiet der kreisfreien Großstadt Kassel und im Landkreis Kassel in Nordhessen (Deutschland).

## Verlauf und Einzugsgebiet
Der Firnsbach entspringt im Hohen Habichtswald im Naturpark Habichtswald. Sein Quellgebiet liegt rund 300 m südlich vom Gipfel des Ziegenkopfs (564,7 m ü. NHN) innerhalb des Stadtgebiets von Kassel beim zum Stadtteil Bad Wilhelmshöhe gehörenden Weiler Am Ziegenkopf. Dort fließen auf etwa 505 m Höhe zwei Rinnsale zusammen.
Anfangs fließt der Firnsbach, der überwiegend südwärts verläuft, vorbei an den Häusern des Weilers Am Ziegenkopf, zu dem auch das in Bachnähe stehende Herbsthäuschen (ca. 480 m) gehört. Unterhalb dieser Waldgaststätte windet er sich durch ein abseitiges Tal des Hohen Habichtswaldes. Hierbei passiert er die Anhöhen Kleiner Herbsthaus (524,3 m) und Großer Herbsthaus (509 m) und durchfließt eine kleine Schlucht, die das Fließgewässer in die Landschaft aus Basaltfelsen gegraben hat – ein Vorgang der nach wie vor anhält.
Unterhalb dieser Schlucht passiert der nun wenige Meter östlich entlang der Grenze zum Landkreis Kassel fließende Firnsbach die ehemalige Bergbausiedlung Firnsbachtal, die zur Gemeinde Schauenburg gehört und wo das Landgasthaus Unteres Firnsbachtal (ca. 380 m) steht. Östlich des dortigen Bachtalbereichs erhebt sich, noch im Gebiet des kreisfreien Kassel, der Hirzstein (502 m) mit seiner steilen und vom Bachtal abgewendeten Felswand eines ehemaligen Basaltsteinbruchs und der nahen Teufelsmauer, einem durch Bergbau freigelegtem Basaltgang.
Direkt nach Verlassen des Habichtswaldes unterquert der Firnsbach, nun endgültig im Landkreis Kassel fließend, die Bundesautobahn 44 und etwas später die Trasse der Bahnstrecke Kassel–Naumburg, um kurz darauf zwischen den Schauenburger Dörfern Hoof und Elgershausen auf rund 299 m Höhe in den westlichen Fulda-Zufluss Bauna zu münden (beim Baunabachkilometer 13,35).
Das Einzugsgebiet des Firnsbachs ist 3,13 km² groß.

## Wandern
Entlang des Firnsbachs führen mehrere Wald- und Wanderwege, wie Habichtswaldsteig und Märchenlandweg, die vorbei an Felswänden sowie über Felstreppen und Holzbrücken durch die Schlucht des Bachs verlaufen. Wandererparkplätze liegen in Ziegenkopfnähe, die über die Ehlen und Kassel verbindende Ehlener Straße zu erreichen sind, und bei der Schauenburger Siedlung Firnsbachtal, die von Elgershausen (zu Schauenburg) kommend angesteuert werden können.